# 广告人日报
《广告人日报》（Daily Advertiser）被视为英国现代商业性日报的开端，于1730年2月由詹诺（M.Jeonur）创办。该报以广告为主，广告养报，商业方面的消息很全面。该报是18世纪初英国党报时期不接受津贴出版的少数日报之一，出版至1807年。